# 福田村 (岡山県都窪郡)
福田村（ふくだそん）は、かつて岡山県都窪郡にあった村である。1971年（昭和46年）3月8日に岡山市に編入され廃止された。現在は同市南区の福田地域となっている。

## 沿革
- 1871年（明治4年） - 北大福村・中大福村・南大福村（外野を含む）が合併して大福村発足。
- 1876年（明治9年） - 山田村と妹尾崎村が合併して山田村発足。
- 1888年（明治21年） - 大福村と古新田村が合併して大福村発足。
- 1889年（明治22年）6月1日 - 町村制施行。都宇郡大福村・山田村発足。
- 1900年（明治33年）4月1日 - 都宇郡と窪屋郡が合併して都窪郡となる。
- 1902年（明治35年）4月1日 - 都窪郡大福村と山田村が合併して福田村発足。
- 1971年（昭和46年）3月8日 - 福田村が岡山市に編入される。
- 2009年（平成21年）4月1日 - 岡山市が政令指定都市に移行し、福田地区の行政区は南区となる。
- 2011年（平成23年）9月3日 - 平成23年台風第12号の直撃により、足守川の水位が堤防を越え山田地区に水害が発生、避難勧告により住民が避難。一部の民家が取り残された[5]。
- 2018年（平成30年）5月14日 - 福田地域センター移転業務開始。